# Hino do Fluminense Football Club
O primeiro hino do Fluminense Football Club foi composto em 1915 por Coelho Netto.
Já o terceiro, que é atualmente, foi criado por Lamartine Babo na década de 1940 como uma típica marchinha de carnaval.

## Primeiro hino
O primeiro hino do Fluminense foi composto em 1915 por Coelho Netto, da Academia Brasileira de Letras. A letra foi elaborada base música instrumental “It’s a long long way to Tipperary”, do compositor norte-americano Henry James.

## Segundo hino
O segundo hino, composto por Antônio Cardoso de Menezes Filho, substituiu o anterior, que estava utilizado em paródias.
Em 1916, o Fluminense conheceu sua nova música oficial, repleta de referências à Primeira Guerra Mundial, que decorria no continente europeu.

## Terceiro hino
O terceiro hino foi composto por Lamartine Babo. A música foi criada na década de 1940 como uma típica marchinha de carnaval.
Embora não seja oficial, a canção ganhou popularidade e se tornou o hino do Fluminense.